# Cristóbal Herreros
Cristóbal Herreros (Barcelona, España, 14 de septiembre de 1909 – provincia de Buenos Aires, 18 de diciembre de 2002) fue un bandoneonista, director de orquesta y compositor dedicado al género del tango que realizó su actividad en Argentina.

## Actividad profesional
Su familia emigró a la Argentina cuando tenía cinco años de edad y vivió en la ciudad de Baradero y después en la de Campana, comenzando en esta su estudio de la música y, en especial, del bandoneón. En su adolescencia integró una orquesta de músicos de origen alemán, que tenía en su repertorio los tangos Derecho viejo y 9 de Julio. En 1937 los integrantes de la orquesta entre los que también se encontraban Héctor Stamponi, Enrique Francini y Armando Pontier se mudaron a Buenos Aires para actuar en un difundido programa de Radio Prieto que se llamaba Las matinées de Juan Manuel.
Luego integró la orquesta de Roberto Firpo junto a los bandoneonistas Juan Carlos Caviello, Juan Cambareri, Ángel Genta y los violinistas Orlando Perri, Roberto Rotta, Isidro López y A. Gerino. Más adelante formó un conjunto con Caviello, el violinista Natalio Finkelstein y el pianista Héctor Lacarrúa y el cantor Ignacio Díaz. En 1940 nació su sexteto con el que debutó en el Café El Nacional –la llamada Catedral del Tango, donde esa música sonaba desde las doce del mediodía hasta las dos de la mañana - alternando en la actuación con la orquesta de Alejandro Scarpino y permaneció aproximadamente 15 años. Integraban inicialmente el sexteto, Mario Caldara, Armando Scottieri, Roberto Pérez Prechi, Roberto Pansera, Héctor Lacarrúa y el cantor Alberto Morán; este último se fue en 1944 para integrarse a la orquesta de Osvaldo Pugliese. Entre otros tangos, estaban en el repertorio de Morán con Herreros, San José de Flores, El abrojito, Maleza, Por qué, Mentira, Hoy al recordarla, Por qué no has venido, Yuyo verde y dos temas de Herreros: Tango soy, con letra de Horacio Sanguinetti, y Ramayón, un tango sobre un malevo al que mataron en la puerta de una milonga, sobre una letra que Homero Manzi le dio a pedido de Nelly Omar cuando Herreros la acompañaba con su sexteto en una gira por Córdoba. También escribió la música del himno a la ciudad de Las Heras sobre una letra de Felipe de Robles.
Con su orquesta grabó para Odeon obras de folclore e intervino en representación de este género en un programa que transmitía Radio El Mundo llamado El tango contra el folklore, en el que Juan Sánchez Gorio representaba al tango.
El salón de actos de la Municipalidad de General Las Heras lleva el nombre de Cristóbal Herreros en su homenaje.
Cristóbal Herreros falleció en la provincia de Buenos Aires el 18 de diciembre de 2002.